# Kovács Ervin (labdarúgó, 1967)
Kovács Ervin (Bercel, 1967. január 24. –) válogatott labdarúgó, középpályás.

## Pályafutása

### A válogatottban
1987 és 1995 között 24 alkalommal szerepelt a válogatottban és egy gólt szerzett. Négyszeres olimpiai válogatott (1987), 29-szeres ifjúsági válogatott (1983–85, 3 gól), tízszeres utánpótlás válogatott (1985–87), 11-szeres egyéb válogatott (1987–89, 1 gól).

## Sikerei, díjai
- Ifjúsági Európa-bajnokság
  - aranyérmes: 1984, Szovjetunió
- Magyar bajnokság
  - bajnok: 1989–90, 1990–91, 1992–93
  - 2.: 1986–87
  - 3.: 1987–88, 1991–92
- Magyar kupa
  - győztes: 1987

## Statisztika

### Mérkőzései a válogatottban
| Magyarország | Magyarország         | Magyarország                           | Magyarország   | Magyarország | Magyarország | Magyarország | Magyarország | Magyarország |
| #            | Dátum                | Helyszín                               | Hazai          | Eredmény     | Vendég       | Kiírás       | Gólok        | Esemény      |
| ------------ | -------------------- | -------------------------------------- | -------------- | ------------ | ------------ | ------------ | ------------ | ------------ |
| 1.           | 1987. július 28.     | Lipcse, Zentralstadion                 | NDK            | 0 – 0        | Magyarország | barátságos   | -            | 46'          |
| 2.           | 1987. szeptember 23. | Varsó, Legia-stadion                   | Lengyelország  | 3 – 2        | Magyarország | Eb-selejtező | -            |              |
| 3.           | 1987. december 2.    | Budapest, Üllői úti Stadion            | Magyarország   | 1 – 0        | Ciprus       | Eb-selejtező | -            |              |
| 4.           | 1988. március 16.    | Budapest, Népstadion                   | Magyarország   | 1 – 0        | Törökország  | barátságos   | -            |              |
| 5.           | 1988. március 26.    | Brüsszel, Heysel Stadion               | Belgium        | 3 – 0        | Magyarország | barátságos   | -            | 65'          |
| 6.           | 1988. augusztus 31.  | Linz, Linzer Stadion                   | Ausztria       | 0 – 0        | Magyarország | barátságos   | -            | 46'          |
| 7.           | 1988. szeptember 21. | Reykjavík, Laugardarsvöllur            | Izland         | 0 – 3        | Magyarország | barátságos   | -            |              |
| 8.           | 1988. november 15.   | Pireusz, Karaiszkákisz Stadion         | Görögország    | 3 – 0        | Magyarország | barátságos   | -            |              |
| 9.           | 1988. december 11.   | Ta’ Qali                               | Málta          | 2 – 2        | Magyarország | vb-selejtező | -            |              |
| 10.          | 1989. március 8.     | Budapest, Népstadion                   | Magyarország   | 0 – 0        | Írország     | vb-selejtező | -            |              |
| 11.          | 1989. április 4.     | Budapest, Népstadion                   | Magyarország   | 3 – 0        | Svájc        | barátságos   | 1            | 36' 46'      |
| 12.          | 1989. április 12.    | Budapest, Népstadion                   | Magyarország   | 1 – 1        | Málta        | vb-selejtező | -            |              |
| 13.          | 1989. szeptember 6.  | Belfast, Windsor Park                  | Észak-Írország | 1 – 2        | Magyarország | vb-selejtező | -            |              |
| 14.          | 1989. október 25.    | Budapest, Népstadion                   | Magyarország   | 1 – 1        | Görögország  | barátságos   | -            | 46'          |
| 15.          | 1989. november 15.   | Sevilla, Ramón Sánchez Pizjuan Stadion | Spanyolország  | 4 – 0        | Magyarország | vb-selejtező | -            |              |
| 16.          | 1990. október 10.    | Bergen, Brann Stadion                  | Norvégia       | 0 – 0        | Magyarország | Eb-selejtező | -            |              |
| 17.          | 1991. szeptember 11. | Győr, Rába ETO Stadion                 | Magyarország   | 1 – 2        | Írország     | barátságos   | -            | 55'          |
| 18.          | 1992. március 25.    | Budapest, Népstadion                   | Magyarország   | 2 – 1        | Ausztria     | barátságos   | -            |              |
| 19.          | 1992. április 29.    | Ungvár                                 | Ukrajna        | 1 – 3        | Magyarország | barátságos   | -            | 86'          |
| 20.          | 1992. május 12.      | Budapest, Népstadion                   | Magyarország   | 0 – 1        | Anglia       | barátságos   | -            |              |
| 21.          | 1992. május 27.      | Stockholm, Råsunda Stadion             | Svédország     | 2 – 1        | Magyarország | barátságos   | -            |              |
| 22.          | 1992. június 3.      | Budapest, Népstadion                   | Magyarország   | 1 – 2        | Izland       | vb-selejtező | -            |              |
| 23.          | 1995. március 8.     | Budapest, Fáy utcai Stadion            | Magyarország   | 3 – 1        | Lettország   | barátságos   | -            | 46'          |
| 24.          | 1995. március 29.    | Budapest, Népstadion                   | Magyarország   | 2 – 2        | Svájc        | Eb-selejtező | -            |              |
|              | Összesen             |                                        |                | 24           | mérkőzés     |              | 1            | gól          |